# プララムバ
プララムバ（梵: प्रलम्ब, Pralamba）は、インド神話に登場するアスラである。プラランバとも表記される。『バーガヴァタ・プラーナ』によるとマトゥラーの悪王カンサに使える悪魔の1人。怪力の持ち主だったが、少年時代のバララーマに退治された。

## 神話
あるとき、クリシュナとバララーマはヴリンダーヴァナの森で、乳牛の世話をしながら、他の牛飼の少年たちと一緒に遊んでいた。プララムバは2人をさらおうと考えて、少年に変装して現れた。そして少年たちに混じって遊びながら、2人をさらう機会を待った。一方のクリシュナはすぐにプララムバの正体に気がついた。クリシュナは少年たちを自分とバララーマの2つの組に分け、負けた側の少年たちが勝った側の少年たちを背負い、走って運ぶという遊びを始めた。プララムバはクリシュナの組となって何度も遊びに加わるうちに、クリシュナの組が負けて、バララーマを背負う機会が訪れた。プララムバはバララーマを背負うとそのまま走り去ったが、不思議なことにバララーマの身体がメール山のごとく重くなったため、次第に速く走ることができなくなった。仕方なく、プララムバは本来の姿に戻って走り続けた。少年バララーマは燃えるような髪と眉まで届く牙を持つ悪魔の姿に恐怖したが、すぐに冷静になり、自分を背負って運ぶ悪魔の頭を怒りにまかせて殴りつけた。するとプララムバの頭は砕け、プラランバは絶叫して死んだ。